# Basquetebol em cadeira de rodas nos Jogos Paralímpicos de Verão de 2008
As competições de basquetebol em cadeira de rodas nos Jogos Paralímpicos de Verão de 2008 foram  disputadas entre os dias 7 á 16 de setembro no  Estádio Nacional Indoor de Pequim e no Ginásio da Universidade de Ciência e Tecnologia de Pequim, em Pequim.

## Qualificação
12 equipes masculinas e 10 femininas se qualificaram para a disputa  da competição.

### Masculino
| Team           | Qualification                    |
| -------------- | -------------------------------- |
| África do Sul  | Campeonato Africano IWBF         |
| Austrália      | Campeonato Ásia/Oceania IWBF     |
| Irão           | Campeonato Ásia/Oceania IWBF     |
| Japão          | Campeonato Ásia/Oceania IWBF     |
| Brasil         | Jogos Parapan-Americanos de 2007 |
| Canadá         | Jogos Parapan-Americanos de 2007 |
| Estados Unidos | Jogos Parapan-Americanos de 2007 |
| Alemanha       | Campeonato Europeu IWBF          |
| Reino Unido    | Campeonato Europeu IWBF          |
| Suécia         | Campeonato Europeu IWBF          |
| Israel         | Campeonato Europeu IWBF          |
| China          | Pais anfitrião                   |

### Feminino
| Team           | Qualification                    |
| -------------- | -------------------------------- |
| Austrália      | Campeonato Ásia/Oceania IWBF     |
| Japão          | Campeonato Ásia/Oceania IWBF     |
| Brasil         | Jogos Parapan-Americanos de 2007 |
| Canadá         | Jogos Parapan-Americanos de 2007 |
| Estados Unidos | Jogos Parapan-Americanos de 2007 |
| México         | Jogos Parapan-Americanos de 2007 |
| Alemanha       | Campeonato Europeu IWBF          |
| Reino Unido    | Campeonato Europeu IWBF          |
| Países Baixos  | Campeonato Europeu IWBF          |
| China          | País anfitrião                   |

## Medalhistas
| Evento             | Ouro | Prata | Bronze |
| ------------------ | --- | --- | --- |
| Masculino detalhes | Austrália · Dylan Alcott · Brendan Dowler · Justin Eveson · Michael Hartnett · Adrian King · Tristan Knowles · Grant Mizens · Brad Ness (captitão) · Shaun Norris · Troy Sachs · Tige Simmons · Brett Stibners · Coach: Ben Ettridge                             | Canadá · Patrick Anderson · Jaimie Borisoff (capitão) · Abditatch Dini · David Durepos · David Eng · Robert Hedges · Joey Johnson · Adam Lancia · Ross Norton · Richard Peter · Yvon Rouillard · Chris Stoutenberg · Coach: Mike Frogley                | Reino Unido · Joseph Bestwick · Andrew Blake · Simon Brown · Matthew Byrne · Terence Bywater · Peter Finbow · Jonathan Hall · Kevin Hayes · Abdillah Jama · Simon Munn · Ade Orogbemi · Jon Pollock (capitão) · Coach: Sinclair Richford Thomas   |
| Feminino detalhes  | Estados Unidos · Sarah Castle · Patty Cisneros (captitã) · Loraine Gonzales · Carlee Hoffman · Emily Hoskins · Mary Allison Milford · Becca Murray · Alana Nichols · Christina Ripp · Jen Ruddell · Natalie Schneider · Stephanie Wheeler · Coach: Ronald Lykins | Alemanha · Alke Behrens · Maren Butterbrodt · Annette Kahl (capitã) · Britta Kautz · Simone Kues · Birgit Meitner · Marina Mohnen · Edina Anita Muller · Nora Schratz · Gesche Schunemann · Nicole Seifert · Annika Zeyen · Coach: Holger Ingo Glinicki | Austrália · Clare Burzynski · Shelley Chaplin · Cobi Crispin · Melanie Domaschenz · Kylie Gauci · Melanie Hall · Katie Hill · Bridie Kean · Tina McKenzie · Kathleen O'Kelly-Kennedy · Sarah Stewart · Liesl Tesch (capitã) · Coach: Gerry Hewson |